# 陳濬書
陳濬書（?—?），江西省贛州府興國縣人，清朝政治人物、同進士出身。
光緒九年（1883年），参加癸未科殿試，登進士三甲37名。同年五月，著交吏部掣签分发各省，以知县即用。1891年至1894年任巴陵县知县。